# Schloss Hagenberg (Weinviertel)

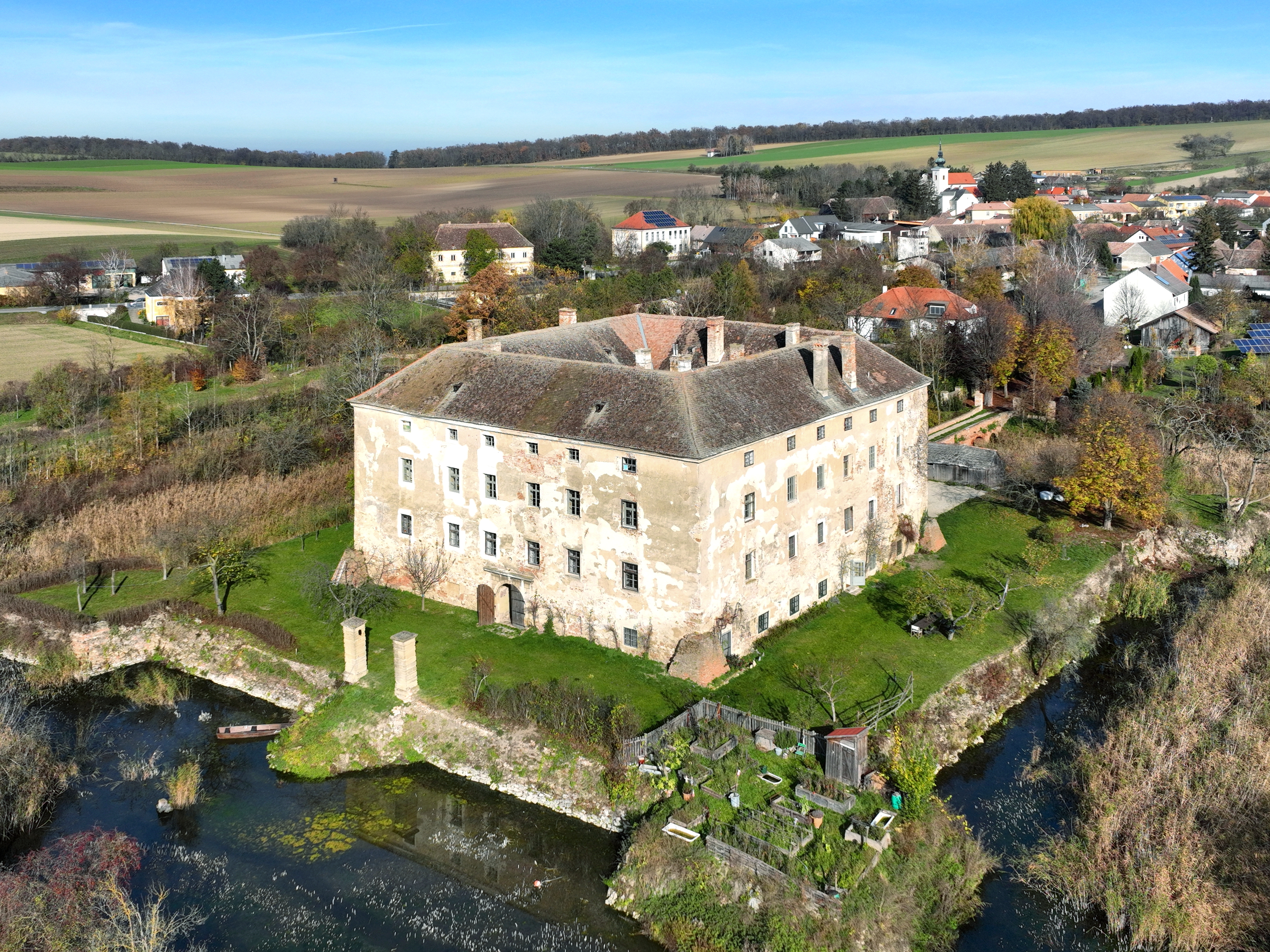
Schloss Hagenberg im Weinviertel

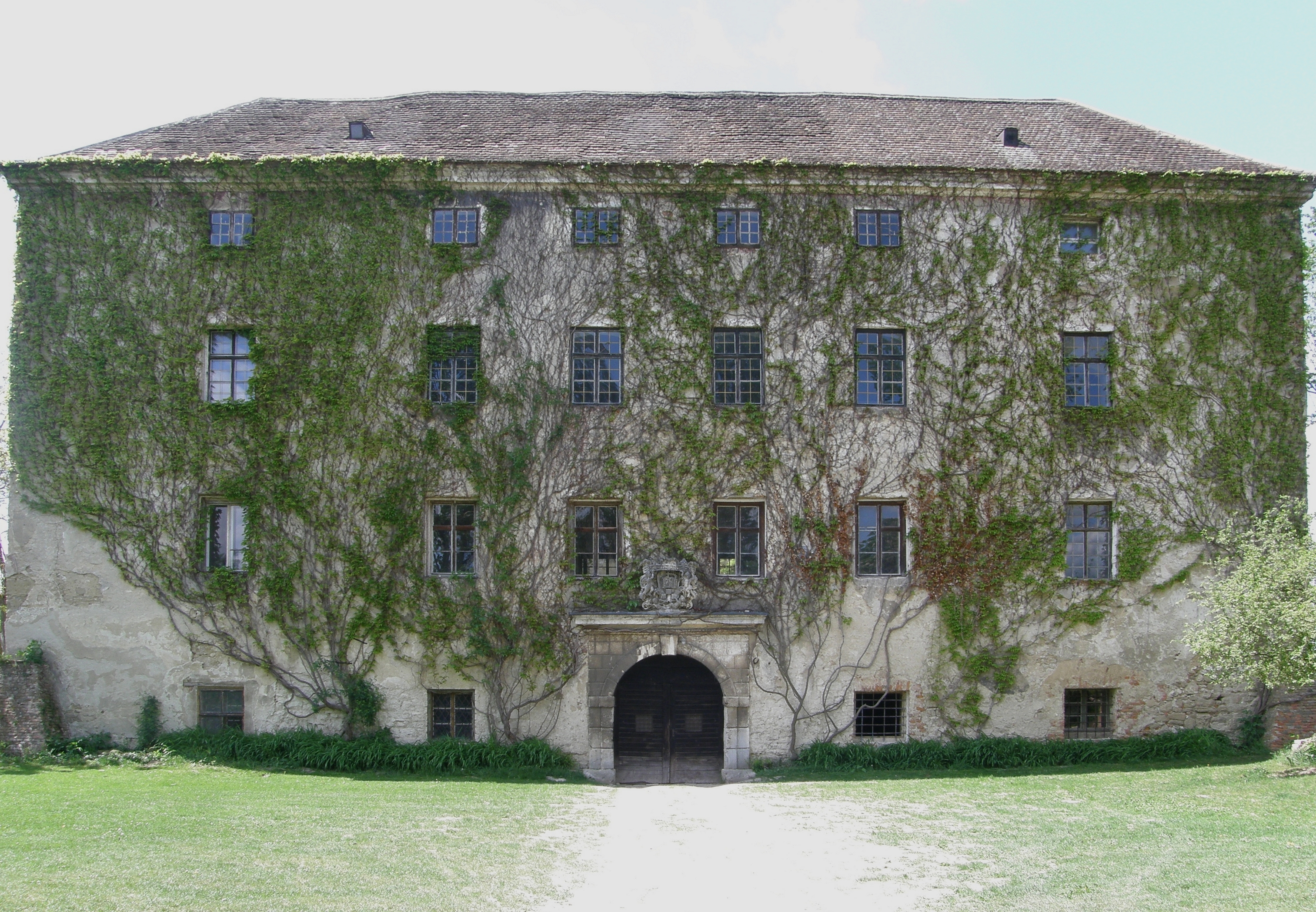
Frontalansicht des Schlosses (2012)

Schloss Haggenberg, auch Schloss Hagenberg, ist ein Gebäude in der Gemeinde Fallbach im nördlichen Weinviertel. Das Schloss steht unter Denkmalschutz (Listeneintrag).
Das vierflügelige Wasserschloss wurde urkundlich erstmals im 13. Jahrhundert erwähnt.
In seiner jetzigen, unter den Grafen Sinzendorf geschaffenen Form besteht es seit dem 17. Jahrhundert. Es stand u. a. im Besitz der Familien Hackenberg, Trauttmansdorff und Liechtenstein. Das Schloss wird privat bewohnt, ist jedoch unter Voranmeldung zu besichtigen.

## Name
Die Schreibweise des Namens Haggenberg hat sich im Laufe der Geschichte mehrfach verändert. Die ursprüngliche Bezeichnung wird von einer Streitaxt abgeleitet. Daher war bis in die Neuzeit „Hakenberg“ oder „Hackenberg“ üblich. Erst in der Barockzeit setzte sich „Haggenberg“ durch, das zur Zeit des Kaisers Joseph II. zu „Hagenberg“ wurde. Der aktuelle Eigenname ist Haggenberg, da von den aktuellen Besitzern die barocke Schreibweise bevorzugt wird.

## Geschichte
Der Erbauer Heinrich von Hackenberg ist erstmals 1224 urkundlich nachweisbar. 1264 wird „castrum Hackenberg“ als Ort einer Urkundensiegelung angegeben. Nach dem Tod des letzten Hackenbergers geht der Besitz 1382 an Alber Stuchs von Trautmannsdorf, 1543 kaufte Christoph Kuenritz das Schloss und wandelte es in ein Renaissanceschloss um. 1620 von Anhängern des siebenbürgischen Fürsten und kurzzeitigen ungarischen Gegenkönigs Bethlen Gábor geplündert, blieb das Anwesen während des 30-jährigen Krieges verwüstet. Der Verkauf an Sigmund Friedrich von Sinzendorf erfolgte 1650. Die Familie von Sinzendorf war seit 1592 auf dem benachbarten Schloss Ernstbrunn ansässig. 1679 gestaltete dessen Neffe Theodor Reichsgraf von Sinzendorf das Gebäude in ein Barockschloss mit reichlicher Verzierung, einer prächtigen Gartenanlage und verschlüsselter Botschaft um. Nach dem Tod des Reichsfürsten Prosper von Sinzendorf 1822 fiel der Besitz Hagenberg mitsamt dem Ernstbrunner Erbe an die Fürsten Reuß-Köstritz. Es wurde nur mehr für den Gutsbetrieb landwirtschaftlich genutzt und verwahrloste.
Ab 1945 als deutsches Eigentum unter sowjetischer Verwaltung, gelangte das Schloss 1955 mit dem Staatsvertrag wieder in den Besitz des Fürsten Reuß. Mit dem Verkauf der umliegenden herrschaftlichen Äcker ziehen ab 1959 Künstler der Wiener Gruppe um Friedensreich Hundertwasser und Padhi Frieberger in das Gebäude. 1974 kaufte Hauptmann Josef Steiger das Gebäude, 1986 wurde es von Horst Wächter, dem ehemaligen Assistenten von Hundertwasser und Sohn des nationalsozialistischen Politikers und SS-Führers Otto Wächter, erworben. 2020 übernahm die Familie Osmann das Schloss. Der Vorbesitzer Horst Wächter bleibt im Haus und widmet sich weiterhin der kunsthistorischen Forschung vor Ort sowie der Aufarbeitung der Geschichte seines Vaters Otto Wächter.

## Gebäude
Das viergeschoßige Gebäude lässt sich in seiner geometrischen Grundrissstruktur und den harmonischen Proportionen der Renaissance zuordnen, obwohl das Grundmauerwerk bis ins Mittelalter zurückgeht. Das Raumprogramm unterliegt einer kosmologischen Mystik, die vermutlich ab 1679 mit dem Ausbau zum barocken Lustschloss unter Graf Theodor von Sinzendorf in das Gebäude eingebettet wurde. Die Ecken der 4 Trakte sind exakt nach den 4 Himmelsrichtungen ausgerichtet, die Räumlichkeiten sind in Enfiladen gegliedert und umgeben einen rechteckigen Hof. In den seitlichen Prunkräumen der Südtrakte sind farbige Deckenfreskos erhalten geblieben, die neben den Stuckverzierungen in den restlichen Räumen auf das mythologische Gesetz der Dualität verweisen.
Der heutige Zugang zu dem Wasserschloss erfolgt durch eine kurze Allee im Nordosten über eine steinerne Brücke, die an die barocke Sichtachse durch das Gebäude anschließt: Diese führt durch das Eingangstor in eine freskierte Eingangshalle, durch den Innenhof mit achteckigem Quellbrunnen und weiter in eine dreijochige Muschelgrotte, die „sala terrena“. Die Grotte ist noch immer mit Statuen, Fresken, Muscheln und Stuck geschmückt und führt in den Gartenbereich. Die Verlängerung der Sichtachse führt dem ehemaligen Zugang folgend über den Wassergraben hinweg in die Landschaft, wo sich in der Barockzeit ein künstlich angelegter See mit Insel befand, der von venezianischen Gondoliere befahren werden konnte. Noch heute sind die mittelalterlichen Mauern und wesentliche Teile der barocken Ausstattung im Original erhalten.

## Heutige Nutzung
Der Verein Initiative Hagenberg, der seine Internetpräsenz mit der Schreibweise „Haggenberg“ betreibt, veranstaltet und fördert kulturelle Aktivitäten im Schloss: In unregelmäßigen Abständen finden die „Haggenberger Schlossgespräche“ mit Fachleuten aus Philosophie, Architektur, Kunstgeschichte, Geschichts- und Politikwissenschaft statt. Der Dialog hat meist einen Bezug auf das Schloss, oder dort auffindbare Themen wie griechische Mythologie, Hermetik, Tempelritter, Freigeister, Kabbalistik und Mystik.
Schloss Hagenberg inspirierte auch einige Filmemacher. Szenen von „Das höchste Gebot“ (2013), „Kabale und Liebe“ (2005), „In einem anderen Leben“ (2005), „Napoleon“ (2002) und „Lina“ (2017) wurden hier gedreht. Auch Fotografen namhafter Möbelhersteller und Modelabels wie beispielsweise Wittmann und Sportalm nutzten die Szenerie vor Ort.

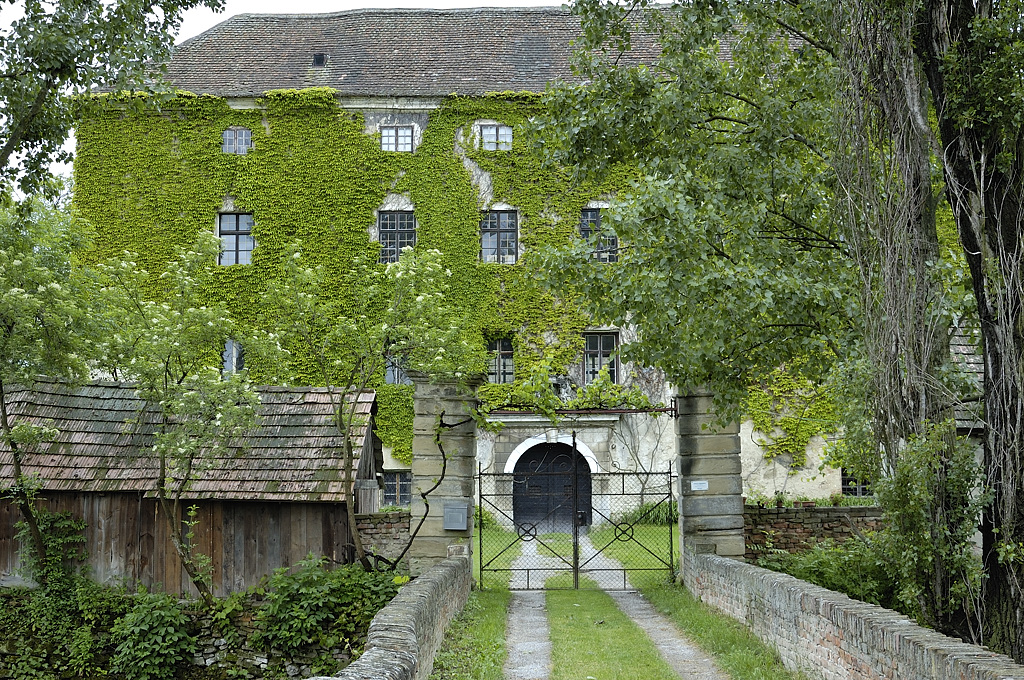
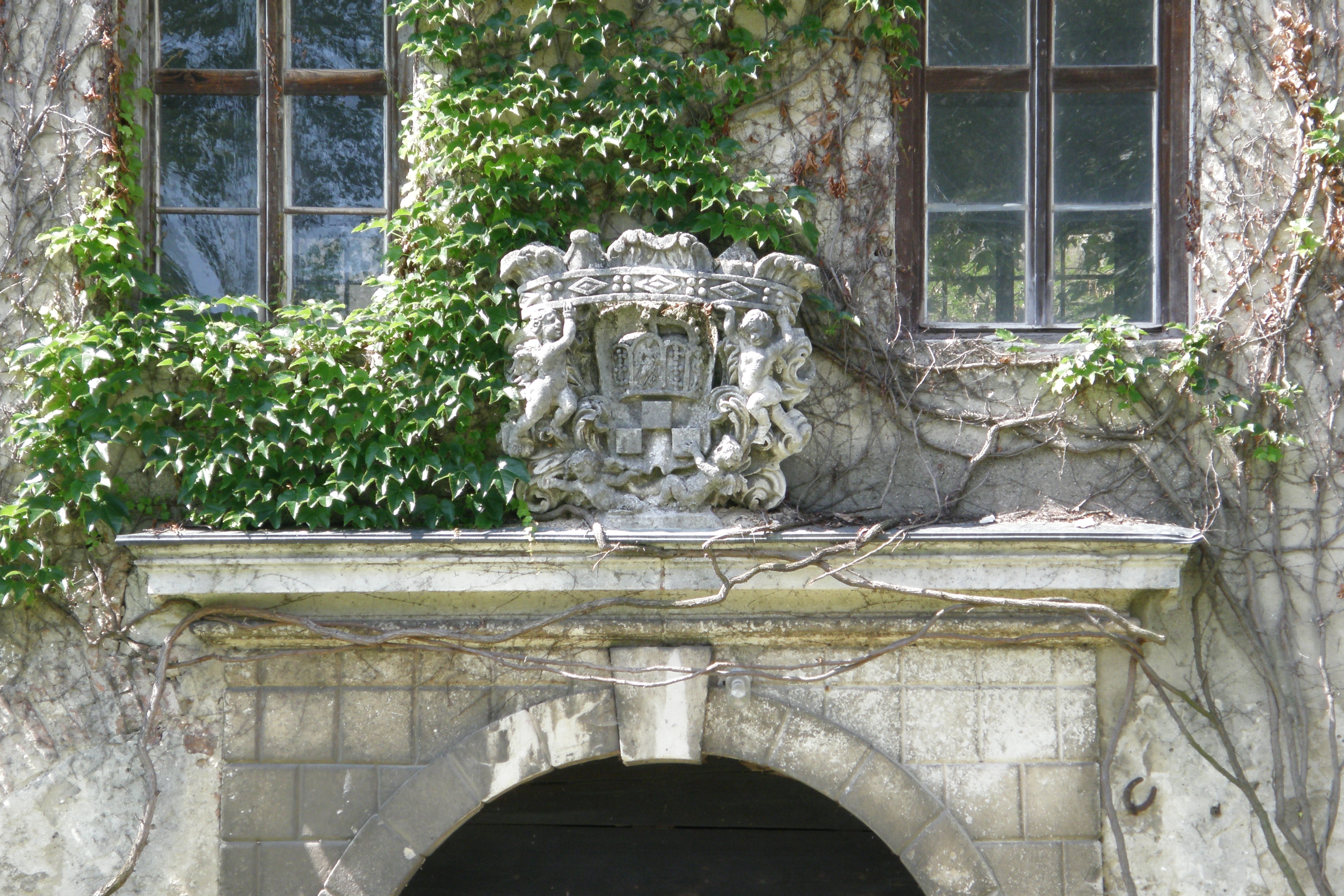
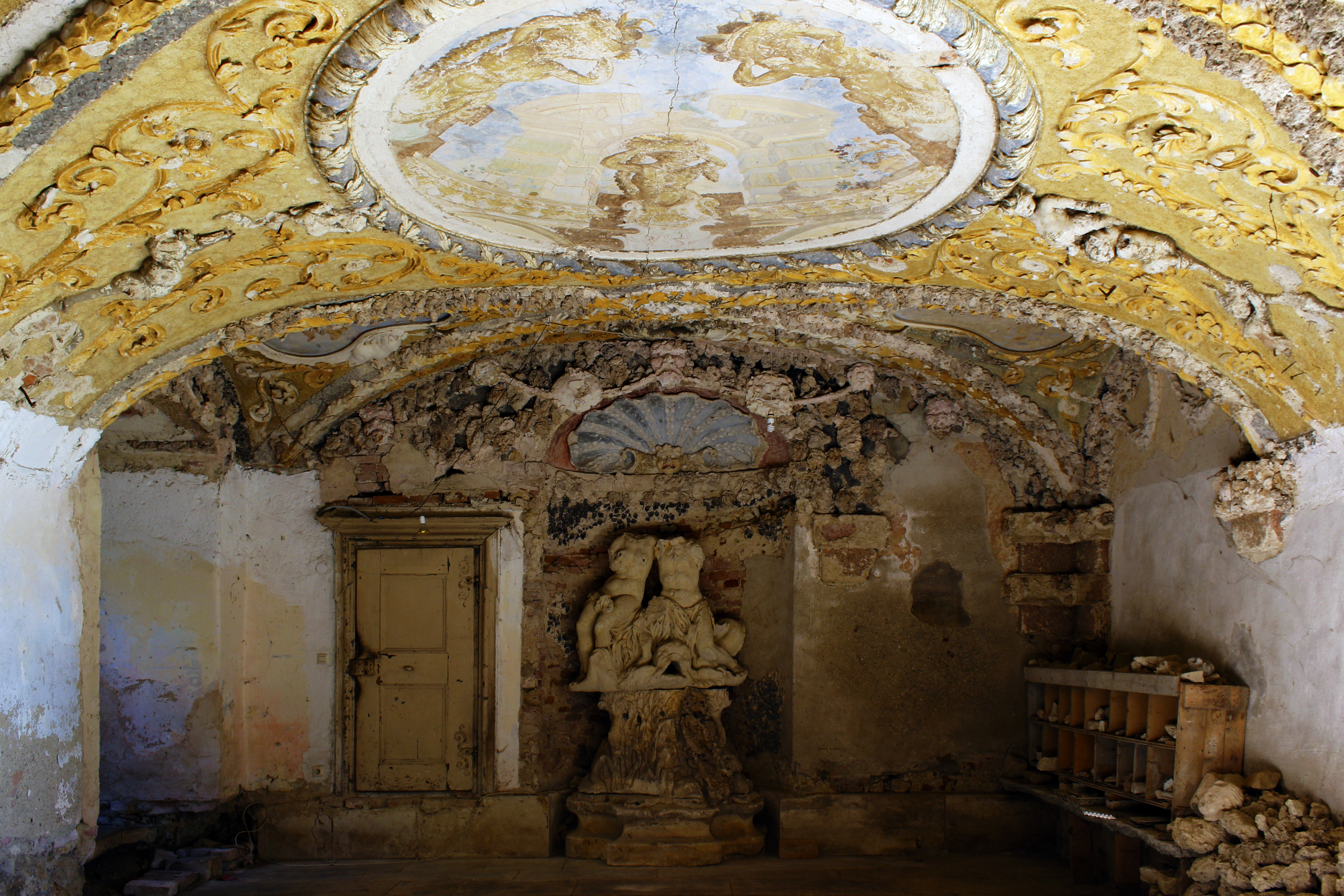